# Hoàng Văn Thái
Hoàng Văn Thái (1er mai 1915 - 2 juillet 1986), né Hoàng Văn Xiêm, était un général de l'armée vietnamienne et une personnalité politique communiste.

## Biographie
Sa ville natale était Tây An, district de Tiền Hải, province de Thái Bình. Pendant l'offensive du Tết, il était le plus haut officier supérieur nord-vietnamien au Sud-Vietnam. Il a été le premier chef d'état-major de l'Armée populaire du Vietnam et était responsable des principales forces militaires du Nord-Vietnam. Il a également été chef d'état-major lors de la bataille de Điện Biên Phủ.
Il avait rejoint le Parti communiste en 1938, et en était devenu membre du Comité central en 1960. Après la victoire contre les États-Unis et le Sud-Vietnam en 1975, il devient ministre délégué de la Défense. Il meurt en 1986 d'une crise cardiaque.